# Вуд (округ, Вісконсин)
Шаблон:StateAbbr_ 44°27′ пн. ш. 90°02′ зх. д. / 44.45° пн. ш. 90.04° зх. д.
 Вуд (англ. Wood County) — округ (графство) у штаті Вісконсин. Ідентифікатор округу 55141.

## Історія
Округ утворений 1856 року.

## Демографія
За даними перепису 
2000 року 
загальне населення округу становило 75555 осіб, зокрема міського населення було 47864, а сільського — 27691.
Серед них чоловіків — 37030, а жінок — 38525. В окрузі було 30135 домогосподарств, 20506 родин, які мешкали в 31691 будинках.
Середній розмір родини становив 3,01.
Віковий розподіл населення поданий у таблиці:
| Стать    | До 15 років | 15-21 | 22-29 | 30-39 | 40-49 | 50-65 | 65-85 | Понад 85 |
| -------- | ----------- | ----- | ----- | ----- | ----- | ----- | ----- | -------- |
| Чоловіки | 8091        | 3719  | 3189  | 5515  | 5946  | 5851  | 4210  | 509      |
| Жінки    | 7597        | 3584  | 3152  | 5496  | 5986  | 5833  | 5636  | 1241     |

## Суміжні округи
- Марафон — північ
- Портедж — схід
- Адамс — південний схід
- Джуно — південь
- Джексон — південний захід
- Кларк — північний захід

## Виноски
1. ↑  U.S. Decennial Census. United States Census Bureau. Архів оригіналу за 4 квітня 2018. Процитовано 9 серпня 2015.
2. ↑  Historical Census Browser. University of Virginia Library. Архів оригіналу за 11 серпня 2012. Процитовано 9 серпня 2015.
3. ↑  Forstall, Richard L., ред. (27 березня 1995). Population of Counties by Decennial Census: 1900 to 1990. United States Census Bureau. Архів оригіналу за 18 липня 2015. Процитовано 9 серпня 2015.
4. ↑  Census 2000 PHC-T-4. Ranking Tables for Counties: 1990 and 2000 (PDF). United States Census Bureau. 2 квітня 2001. Архів оригіналу (PDF) за 18 грудня 2014. Процитовано 9 серпня 2015.
5. ↑  State & County QuickFacts. United States Census Bureau. Архів оригіналу за 1 лютого 2016. Процитовано 24 січня 2014.(англ.) Наведено за англійською вікіпедією.
6. ↑  American FactFinder. Бюро перепису населення США. Архів оригіналу за 26 лютого 2012. Процитовано 31 січня 2008.

| США | Це незавершена стаття з географії США. Ви можете допомогти проєкту, виправивши або дописавши її. |